# Пуджа
Пуджа (санскр. पूजा — «поклоніння»або «молитва») — релігійний обряд в індуїзмі, необхідний для молитви і вираження своєї пошани Богу (або богам).
Більшість вірних обряду індуїстів моляться один-два рази на день. Однак пуджа практикується не тільки як щоденна молитва, але й в особливих випадках, наприклад, для «тепла» в домі. Ритуал пуджа повинен виконуватись після душу або ванни, а також, бажано, натщесерце, щоб повністю зосередитися (діян). Особливі релігійні свята, на які проводиться пуджа: Дурґа-Пуджа, Понґал і Лакшмі-пуджа та інші.
Пуджа є дуже популярним жіночим ім'ям в Індії.
Ритуали пуджі складаються з медитації, співу, читання священних текстів, освячення їжі й поклонів. Під час ритуалу учасники наносять відмітку тілака з сандалової пасти на чоло або червону крапку в центр чола. Це є символом підпорядкування Всемогутньому і Його Сутності. Під час ритуалу проводиться очищення вогнем — у ритуальний (священний) вогонь кидаються підношення богам під супровід мантр.
Пуджа може мати форму як індивідуальної, так і групової молитви. Іноді Пуджа виконується на честь певних людей, для яких пуджарі або родичі просять у Бога (богів) благословення. Під час священного ритуалу пуджа пуджарі співають молитви на санскриті або інших мовах.